# Andravida-Kyllini
Andravida-Kyllini (Grieks: Ανδραβίδα-Κυλλήνη) is sedert 2011 een fusiegemeente (dimos) in de Griekse bestuurlijke regio (periferia) West-Griekenland.
De vier deelgemeenten (dimotiki enotita) zijn:
- Andravida (Ανδραβίδα)
- Kastro-Kyllini (Κάστρο-Κυλλήνη), waarin Kyllini (Κυλλήνη)
- Lechaina (Λεχαινά)
- Vouprasia (Βουπρασία)